# Drew Bagnall
Pour les articles homonymes, voir Bagnall.
Drew Bagnall (né le 26 octobre 1983 à Oakbank, dans la province du Manitoba au Canada) est un joueur professionnel retraité canadien de hockey sur glace.

## Carrière de joueur
Ce solide défenseur a été repêché par les Stars de Dallas en 2003 alors qu'il évoluait avec les North Stars de Battlefords de la Ligue de hockey junior de la Saskatchewan. Il opta par la suite pour le hockey universitaire américaine où il évolua quatre saisons pour les Saints de St. Lawrence.
Il signa ensuite avec les Kings de Los Angeles à l'été 2007. Il rejoint donc le club-école de ces derniers, les Monarchs de Manchester dans la Ligue américaine de hockey.
Le 2 juillet 2010, il signe un contrat comme agent libre avec le Wild du Minnesota. Il ne dispute que deux rencontres avec le Wild, passant le reste de la saison avec leur club affilié en LAH, les Aeros de Houston. Il rejoint à l'été 2013 l'organisation des Sabres de Buffalo où il agit en tant que capitaine avec les Americans de Rochester pour les deux saisons suivantes avant d'annoncer son retrait de la compétition à l'été 2015 en hockey sur glace.

## Statistiques
| Saison    | Équipe                     | Ligue |    | Saison régulière | Saison régulière | Saison régulière | Saison régulière | Saison régulière |   | Séries éliminatoires | Séries éliminatoires | Séries éliminatoires | Séries éliminatoires | Séries éliminatoires |
| Saison    | Équipe                     | Ligue | PJ | B                | A                | Pts              | Pun              | PJ               | B | A                    | Pts                  | Pun                  |                      |                      |
| 2002-2003 | North Stars de Battlefords | LHJS  | 59 | 17               | 47               | 64               | 252              | -                | - | -                    | -                    | -                    |                      |                      |
| 2003-2004 | Saints de St. Lawrence     | NCAA  | 40 | 5                | 13               | 18               | 61               | -                | - | -                    | -                    | -                    |                      |                      |
| 2004-2005 | Saints de St. Lawrence     | NCAA  | 37 | 7                | 12               | 19               | 68               | -                | - | -                    | -                    | -                    |                      |                      |
| 2005-2006 | Saints de St. Lawrence     | NCAA  | 24 | 1                | 9                | 10               | 32               | -                | - | -                    | -                    | -                    |                      |                      |
| 2006-2007 | Saints de St. Lawrence     | NCAA  | 39 | 6                | 19               | 25               | 74               | -                | - | -                    | -                    | -                    |                      |                      |
| 2007-2008 | Royals de Reading          | ECHL  | 10 | 1                | 2                | 3                | 32               | -                | - | -                    | -                    | -                    |                      |                      |
| 2007-2008 | Monarchs de Manchester     | LAH   | 54 | 1                | 11               | 12               | 115              | 4                | 0 | 0                    | 0                    | 4                    |                      |                      |
| 2008-2009 | Monarchs de Manchester     | LAH   | 79 | 0                | 6                | 6                | 150              | -                | - | -                    | -                    | -                    |                      |                      |
| 2009-2010 | Monarchs de Manchester     | LAH   | 58 | 2                | 10               | 12               | 113              | 16               | 0 | 3                    | 3                    | 21                   |                      |                      |
| 2010-2011 | Aeros de Houston           | LAH   | 72 | 0                | 2                | 2                | 112              | 24               | 1 | 1                    | 2                    | 22                   |                      |                      |
| 2010-2011 | Wild du Minnesota          | LNH   | 2  | 0                | 0                | 0                | 4                | -                | - | -                    | -                    | -                    |                      |                      |
| 2011-2012 | Aeros de Houston           | LAH   | 72 | 2                | 12               | 14               | 98               | 4                | 0 | 0                    | 0                    | 8                    |                      |                      |
| 2012-2013 | Aeros de Houston           | LAH   | 47 | 1                | 5                | 6                | 88               | 5                | 0 | 0                    | 0                    | 6                    |                      |                      |
| 2013-2014 | Americans de Rochester     | LAH   | 51 | 0                | 6                | 6                | 88               | -                | - | -                    | -                    | -                    |                      |                      |
| 2014-2015 | Americans de Rochester     | LAH   | 41 | 3                | 9                | 12               | 62               | -                | - | -                    | -                    | -                    |                      |                      |

## Transactions en carrière
- 8 mars 2004 : échangé aux Panthers de la Floride par les Stars de Dallas avec un choix de 2e ronde (Enver Lissine) lors du repêchage de 2004 en retour de Valeri Boure.
- 23 août 2007 : signe un contrat comme agent libre avec les Kings de Los Angeles.
- 2 juillet 2010 : signe un contrat comme agent libre avec le Wild du Minnesota.
- 5 juillet 2013 : signe un contrat comme agent libre avec les Sabres de Buffalo.
- 2 septembre 2015 : annonce son retrait de la compétition.